# Anse du Grand Bas-Vent
Anse du Grand Bas-Vent est une plage de sable ocre située au nord de Deshaies, en Guadeloupe.

## Description
Anse du Grand Bas-Vent, plage s'étendant sur 419 m, se situe au nord de Deshaies entre la pointe du Grand Bas-Vent et la pointe du Petit Bas-Vent où se trouve l'hôtel dit « Port Royal ». 
Dangereuse, la mer y est fortement agitée et, peu propice à la baignade, elle est ainsi peu fréquentée.

## Galerie

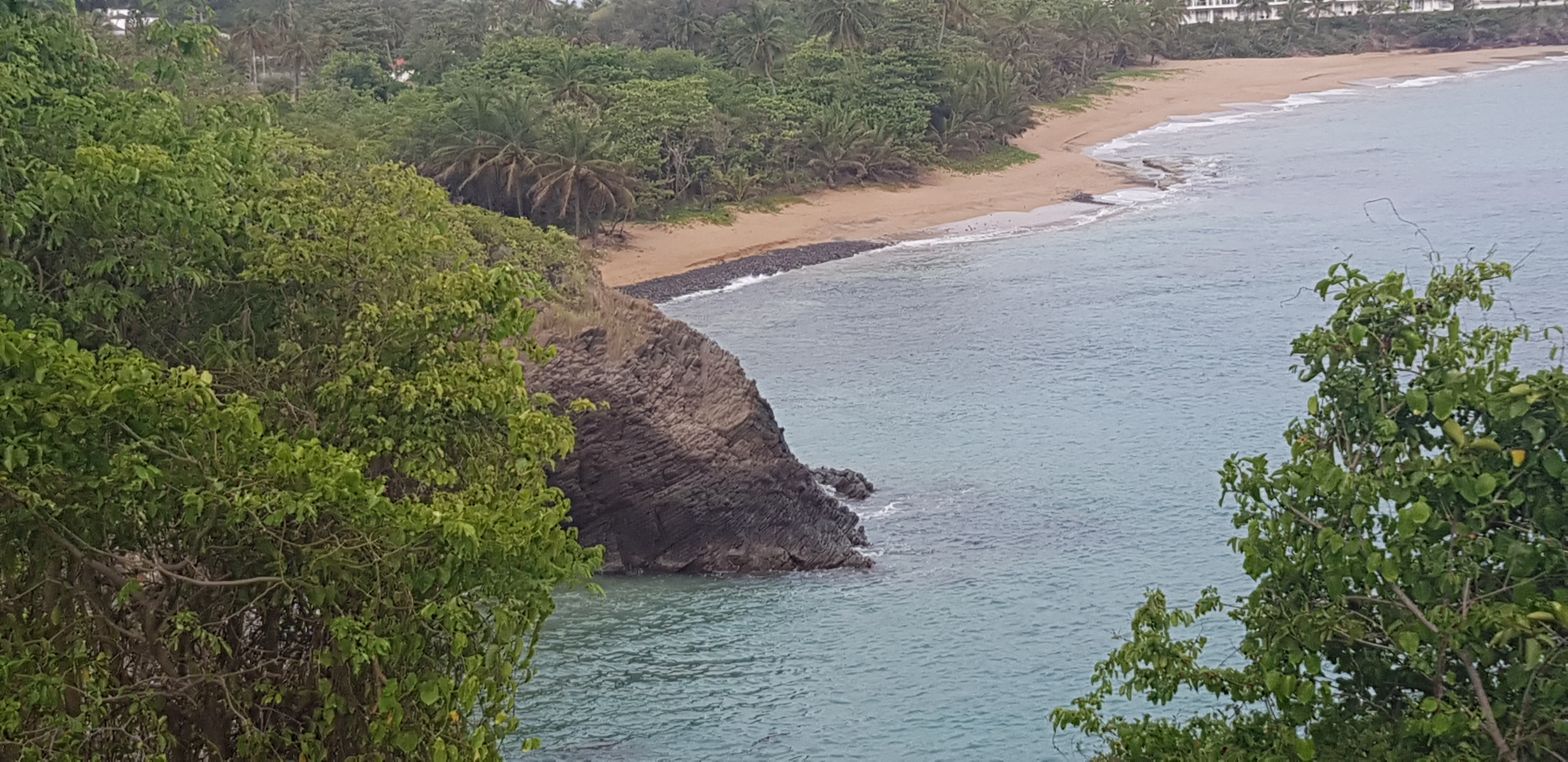
Vue de la plage
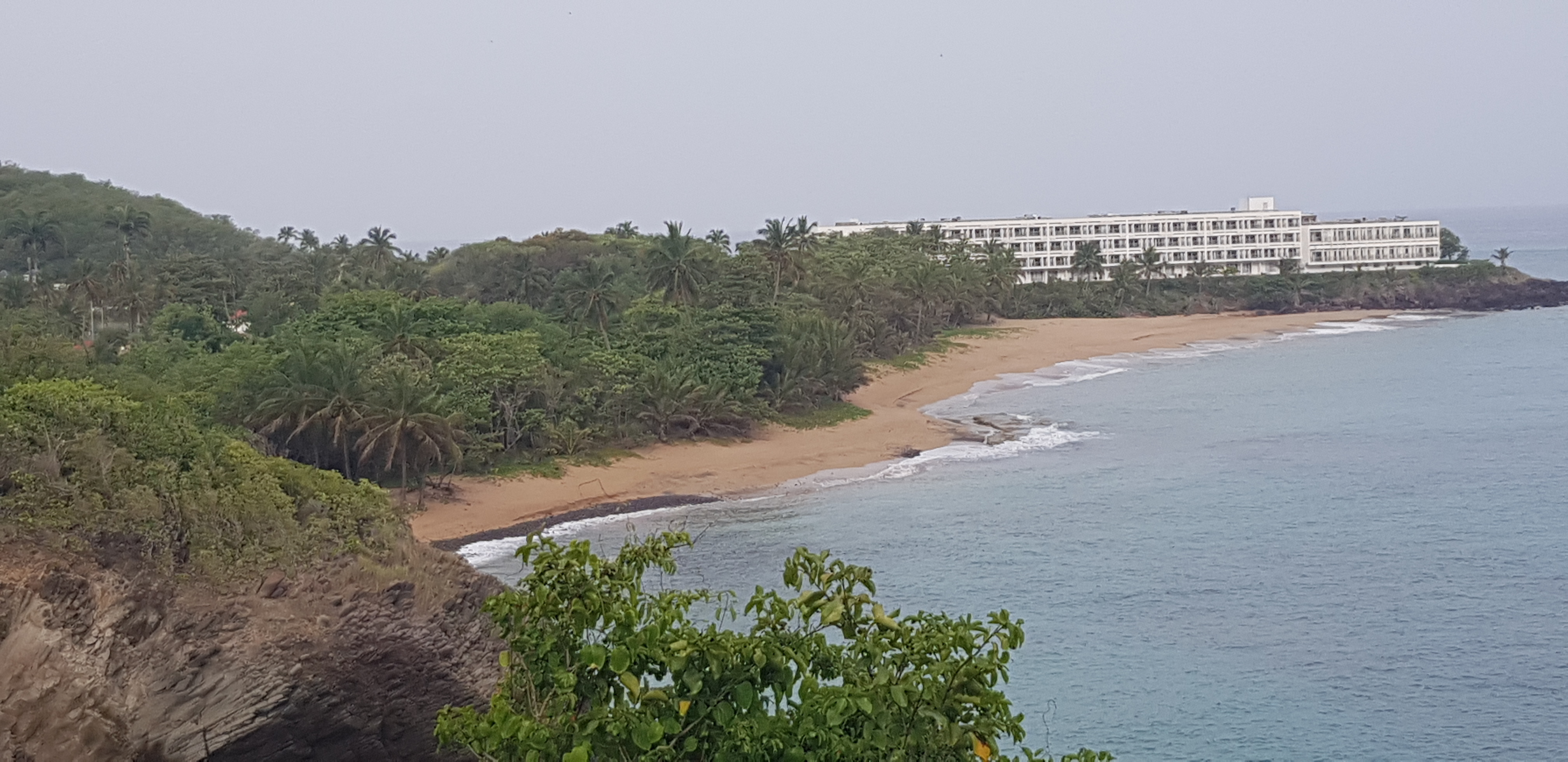
La pointe du Petit Bas-Vent
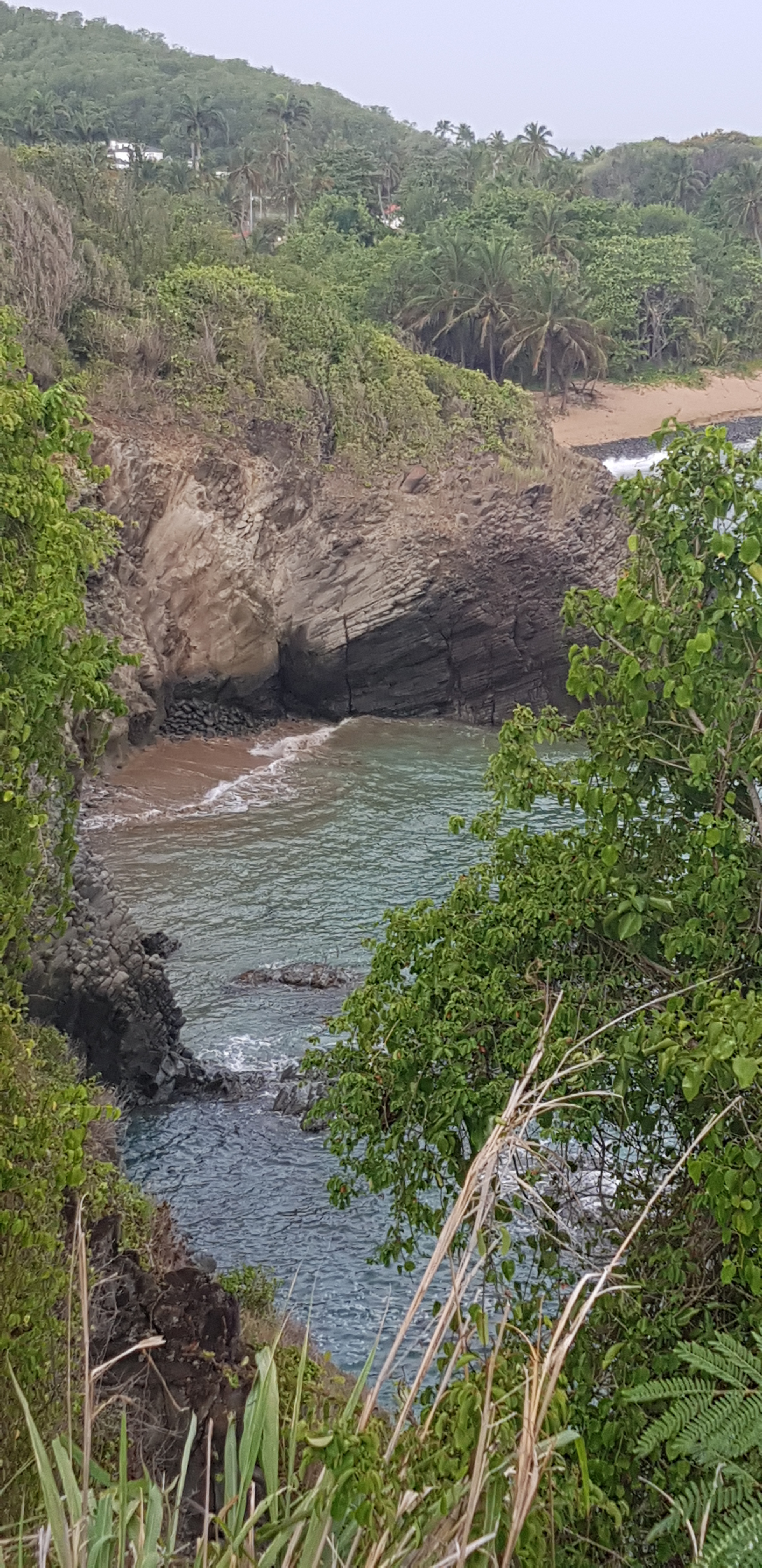
Vue dans l'anse du Grand Bas-Vent à partir de la pointe du Grand Bas-Vent